# Kaltwasser (Oberlausitz)
Kaltwasser (obersorbisch Stadźeńka) ist ein Ortsteil der Gemeinde Neißeaue im ostsächsischen Landkreis Görlitz (Oberlausitz). Der Ort gehört zum Verwaltungsverband Weißer Schöps/Neiße und war bis zum 1. Juli 1995 eine selbständige Gemeinde.

## Geographie
Kaltwasser liegt im westlichen Teil der Gemeinde und ist nahezu gänzlich vom Mückenhainer und vom Biehainer Forst eingeschlossen. Der Ort befindet sich östlich der Bahnstrecke Berlin–Görlitz und südlich der kreuzenden Bahnstrecke Węgliniec–Roßlau. Im Personenverkehr wird der nahegelegene Bahnhof Kodersdorf auf den Linien Hoyerswerda–Görlitz und Cottbus–Görlitz bedient.
Umliegende Orte sind Biehain im Norden, Nieder-Neundorf im Nordosten, Zentendorf und Deschka im Osten, Zodel, Neu Krauscha und Groß Krauscha im Südosten, Klein Krauscha im Süden, Kodersdorf-Bahnhof im Südwesten, Mückenhain im Westen und Horka im Nordwesten. Die ehemaligen Kreisstädte Niesky und Rothenburg/O.L. liegen jeweils etwa acht Kilometer entfernt, Niesky westnordwestlich, Rothenburg nordnordöstlich.

## Geschichte
Die Siedlungsform als Waldhufendorf lassen auf eine deutsche Ortsgründung während der hochmittelalterlichen Ostsiedlung schließen. Als Kaldenwasser wurde der Ort 1372 erstmals urkundlich erwähnt. Zusammen mit einigen anderen Dörfern wurde Kaltwasser 1408 an die Herrschaft Rothenburg verlehnt und verblieb durch Erbteilung noch bis 1660 bei der Familie von Nostitz als Angebinde von Nieder-Neundorf. Gepfarrt war das Dorf nach Rothenburg.
Durch den Prager Frieden kamen die böhmischen Kronländer Ober- und Niederlausitz 1635 an das Kurfürstentum Sachsen. Unter sächsischer Herrschaft verblieb Kaltwasser bis zur Teilung des Königreiches Sachsen im Jahr 1815, als infolge des Wiener Kongresses unter anderem der größere Teil der Oberlausitz an Preußen fiel. Mit Gründung des Kreises Rothenburg unterstand die Gemeinde Kaltwasser diesem seit 1816.
In der zweiten Hälfte des 19. Jahrhunderts wurde die Region industrialisiert, was durch den Bau der Eisenbahnstrecken begünstigt wurde. In Kaltwasser wurden unter anderem zwei Ziegeleien aufgebaut, von denen eine bis 1935, die andere bis 1991 betrieben wurde.
Nach dem Ersten Weltkrieg übernahm die Hugo Stinnes OHG das Gut Kaltwasser, das sie bis zur Enteignung im Rahmen der Bodenreform nach dem Zweiten Weltkrieg führte.
1947 wurde das Dorf von Rothenburg ins näher gelegene Horka umgepfarrt. Durch die Verwaltungsreform von 1952 wurde die seit 1945 wieder sächsische Gemeinde dem Kreis Niesky angeschlossen, wobei die Grenze zum Kreis Görlitz wie schon zuvor von Nordosten kommend bis kurz vor Kaltwasser und weiter nach Süden verlief. Im gleichen Jahr gründeten drei Bauern eine Landwirtschaftliche Produktionsgenossenschaft (LPG) vom Typ I, die später zum Typ III erweitert und 1973 der LPG Horka angeschlossen wurde.
Der Ortsteil Klein Krauscha wurde 1968 von der Gemeinde Kodersdorf nach Kaltwasser umgegliedert.
Am 1. Juli 1995 schlossen sich im Rahmen der sächsischen Gemeindegebietsreform die Gemeinden Groß Krauscha, Kaltwasser und Zodel zur Gemeinde Neißeaue zusammen.

### Bevölkerungsentwicklung
| Jahr                                  | Einwohner |
| ------------------------------------- | --------- |
| 1825                                  | 86        |
| 1863                                  | 216       |
| 1871                                  | 239       |
| 1885                                  | 223       |
| 1905                                  | 253       |
| 1925                                  | 396       |
| 1939                                  | 408       |
| 1946                                  | 446       |
| 1950                                  | 486       |
| 1964                                  | 522       |
| 1971                                  | 534       |
| 1988                                  | 373       |
| 1990                                  | 341       |
| 1994                                  | 337       |
| 1999                                  | 265       |
| 2002                                  | 259       |
| 2005                                  | 241       |
| 2008                                  | 247       |
| kursiv: Kaltwasser mit Klein Krauscha |           |

Im Jahr 1777 wirtschaften in Kaltwasser drei besessene Mann, sieben Gärtner und ein Häusler.
Im 19. Jahrhundert erlebte Kaltwasser ein starkes Bevölkerungswachstum, so dass die Einwohnerzahlen im hundertjährigen Vergleich von 1825 bis 1925 von 86 um mehr als das viereinhalbfache auf 396 stiegen. Nach dem Zweiten Weltkrieg stieg diese Zahl durch Flüchtlinge und Vertriebene weiter an. Von 446 Einwohnern im Oktober 1946 stieg die Zahl bis 1964 auf 522.
Nach der Eingemeindung von Klein Krauscha erreichte die Einwohnerzahl 1971 den Stand von 534, dieser fiel bis zur Gründung der Gemeinde Neißeaue innerhalb von knapp zwei Jahrzehnten um rund 200 Einwohner.
Die Bevölkerungszahl des Ortes Kaltwasser hat sich seit der Jahrtausendwende bei rund 250 Einwohnern eingependelt.

### Ortsname
Der Ortsname wurde bereits 1385 als (de) Kaldinwasser im Sinn der heutigen Bedeutung urkundlich erwähnt. Die Schreibweise wandelte sich über (zum) Kalten Wasser (1408), (zum) Kaldenwasser (1455), (Das) Kelde Wasser (1462/1463), Kaldenwaßer (1533), (vom) Kalttenwaßer (1595) und Kaltwaßer (1708) zur heutigen Form Kaltwasser (1768).
Der Name bezeichnet eine Siedlung am kalten Bach oder Gewässer.

## Freizeit

### Kinderspielpark Kaltwasser
Auf ca. 5000 Quadratmetern bietet der Kinderspielpark Kaltwasser Kindern zwischen 2 und 10 Jahren 45 Spielmöglichkeiten an.